# برمجة لغوية عصبية
البرمجة اللغوية العصبية (بالإنجليزية: Neuro-linguistic programming)‏ وتعرف اختصارًا بـ(NLP) هي منهج علم زائف للتواصل والتنمية الشخصية والعلاج النفسي ابتكرهما ريتشارد باندلر وجون غريندر من كاليفورنيا في الولايات المتحدة في السبعينيات من القرن الماضي. يدعي المنظرون في البرمجة اللغوية العصبية أن هناك علاقة بين العمليات العصبية واللغة وأنه يمكن «برمجتها» لخلق تغيير في القدرات الشخصية وطريقة التفكير.
كما يزعم كل من باندلر وغريندر أن منهجية البرمجة اللغوية العصبية (NLP) يمكنها «نمذجة» مهارات الأشخاص الاستثنائيين، مما يسمح لأي شخص باكتساب تلك المهارات. بالإضافة إلى ذلك فهم يزعمون أن البرمجة اللغوية العصبية -في أغلب الأحيان- قادرة على معالجة مشكلات مثل الرهاب والاكتئاب واضطرابات التشنّج والأمراض النفسية الجسدية ومشاكل العين والنظر والحساسية ونزلات البرد الشائعة واضطرابات التعلم.
يتم تسويق البرمجة اللغوية العصبية من قبل بعض «المعالجين بالإيحاء والتنويم المغناطيسي» وبعض الشركات التي تنظم ندوات حول «التدريب الإداري» للشركات.
تصنف البرمجة اللغوية العصبية على أنها علم زائف وغير قائمة على أسس علمية.

## النشأة
نشأت البرمجة اللغوية العصبية في منتصف سبعينيات القرن الماضي الميلادي على يد الأمريكيين جون غريندر وريتشارد باندلر الذين قررا وضع أصول البرمجة اللغوية العصبية بتشجيع من المفكر الإنجليزي والأستاذ بجامعتي سانتا كروز (جريجوري باتيسون)، وأسهم معهم في وضع هذه البحوث كل من جودث ديوليزيلر ولزلي كامرون باندلر.
بني جريندر وباندلر أعمالهما على أبحاث قام بها علماء أخرون أشهرهم العالمان الأمريكي نعوم شومسكي والبولنديألفريد كورزبسكي وذلك لنمذجة مهارة كل من ملتون إركسون (طبيب التنويم المغناطيسي) وفرجينيا ساتير وفرتز برلز (مؤسس المدرسة السلوكية، إذ أمكنهما من تفكيك هذه الخبرات والحصول عليها وقد استخرجوا 13 أسلوبا لملتون و7 أساليب لفرجينيا ومن هذه المهارات استطاعوا تحديد الوسائل الناجحة المتكررة من النماذج السلوكية للذين تعودوا الحصول على النجاح وكانوا قادرين على إنجاز هذه النماذج وتعليمها للآخرين، وهي النماذج التي سميت فيما بعد بالنماذج اللغوية العصبية.أهم ما توصلا إليه هو أن الناس يتصرفون بناء على برامج عقلية.

## تاريخ العلم ومؤسسيه
ينسب فضل تأسيس هذا العلم إلى عالمين اثنين هما:
- جون غريندر، وهو عالم لغويات من أتباع المدرسة التوليدية التحويلية التي أسسها اللغوي والسياسي الأمريكي الشهير نعوم تشومسكي.
- ريتشارد باندلر: وهو عالم رياضيات وخبير في الحاسوبيات ودارس لعلم النفس.

وتطور هذا العلم وتعددت المدارس التي تهتم به كما أن هناك كثير من تطبيقات علم النفس التي تخصصت في تطوير القدرات الذاتية وتنمية المهارات للأفراد في مجالات متعددة.

## نظريات ديفيد جولدن وبات هتشنسون
تعرضا ديفيد وبات لبعض النظريات وأنماط التفكير وقالا ان الأنماط التي يشكلها عقل الإنسان تمثل الطريقة التي ينظر بها إلى نفسه وإلى تجاربه وهو ما يشمل:
قيمه ومعتقداته.
أولاً القيم
القيم نوعان قيم موروثة، وقيم تعويضية.
القيم الموروثة
هي على الأرجح الأكثر شيوعا. لأن بعد تخطي مرحلة الطفولة سوف تكتسب قدرة أكبر على الانتقاء وسوف تسعى لاعتناق قيم الأشخاص الذين تنظر إليهم باعتبارهم قدوة لك.
ثانياً القيم التعويضية
وهي تتشكل عندما يندفع الشخص من النقيض إلى النقيض المقابل لتعويض شئ ما تفتقده، فأنت-على سبيل المثال-أن كنت قد تعرضت للحرمان من الحنان في طفولتك فقد تسعى في المقابل الإفراط في تدليل أبنائك.